# Lijst van personen overleden in mei 2015
Dit is een lijst van bekende personen die zijn overleden in mei 2015.

## Mei

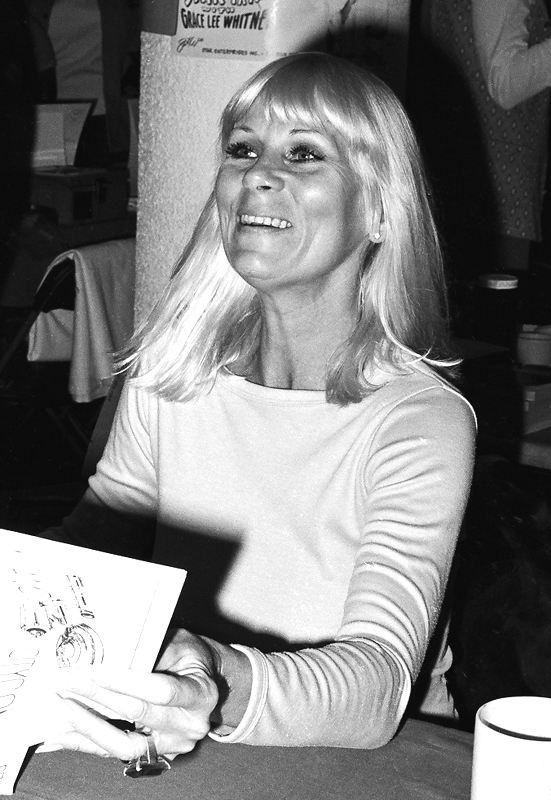
Grace Lee Whitney
1 mei

Menashe Kadishman
8 mei

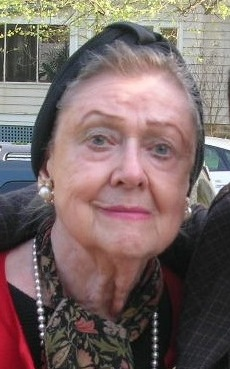
Elizabeth Wilson
9 mei

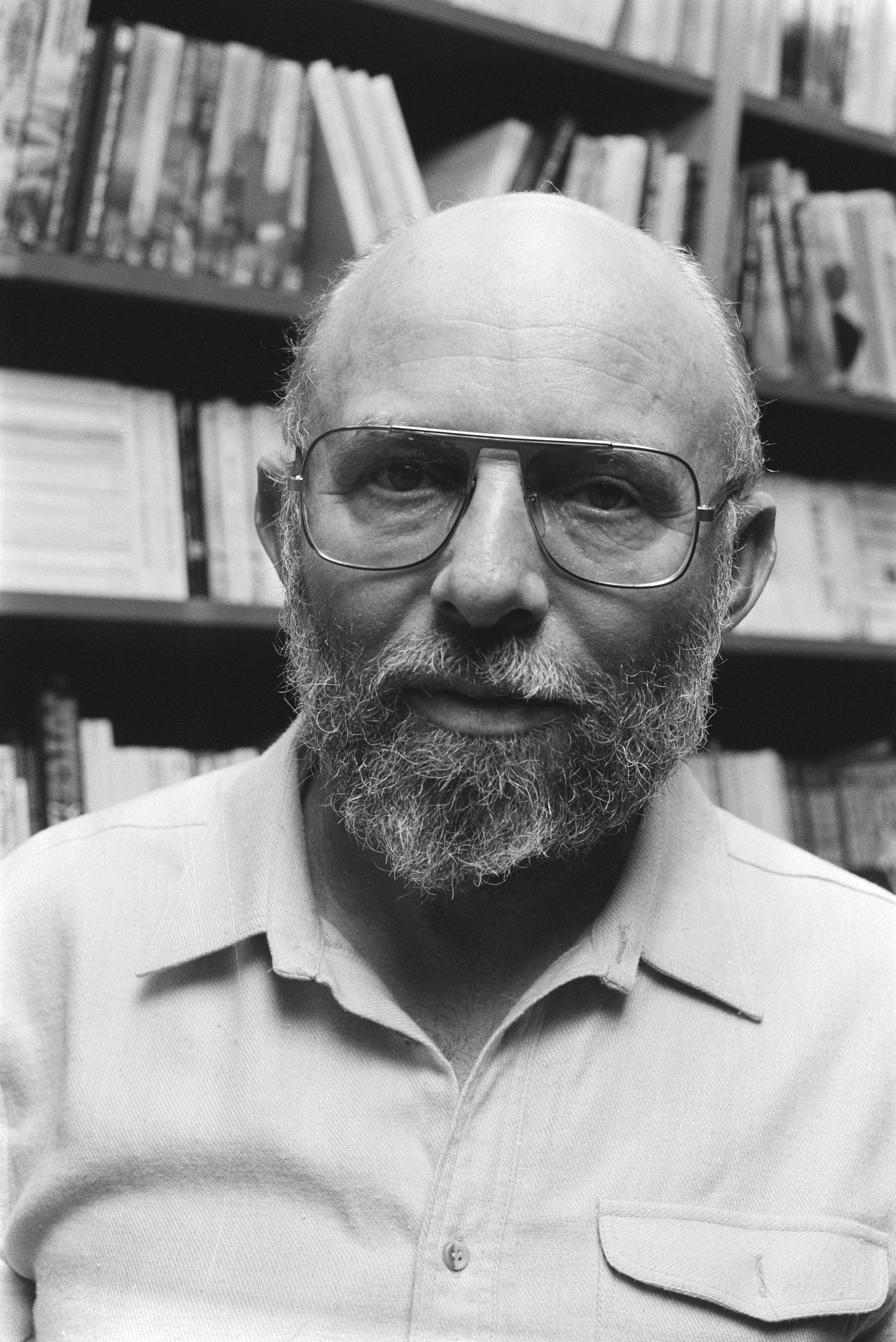
Jef Geeraerts
11 mei

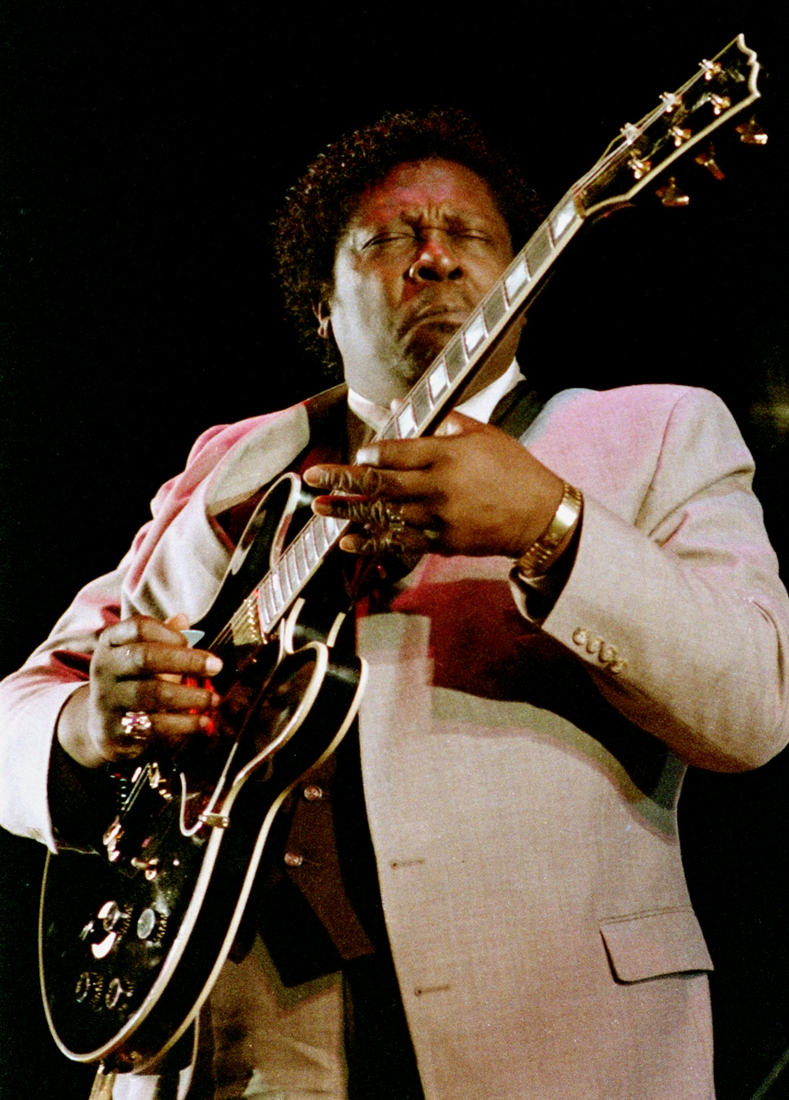
B.B. King
14 mei

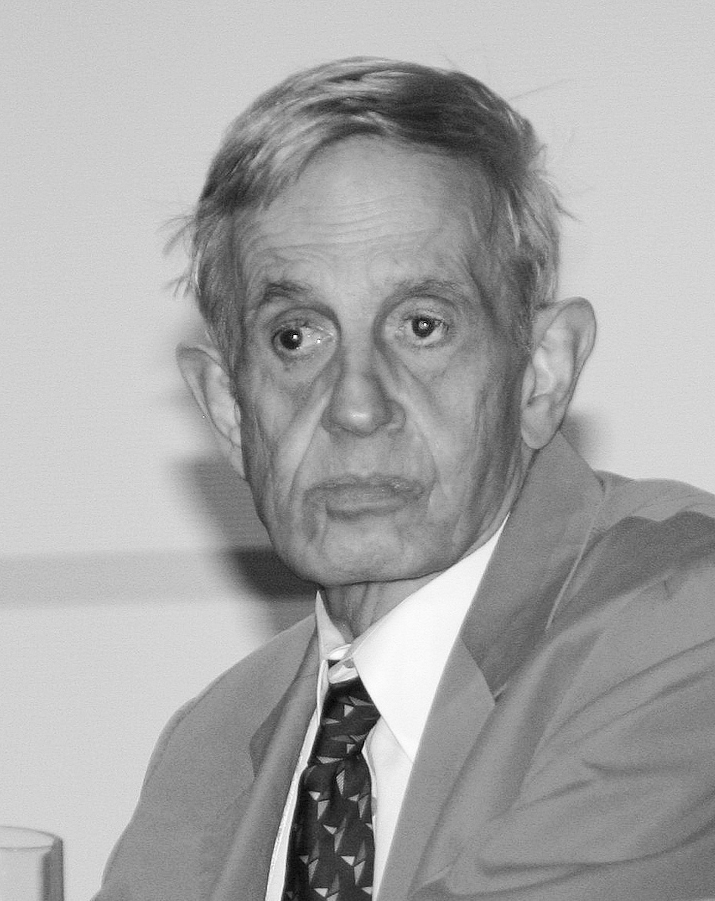
John Forbes Nash jr.
23 mei

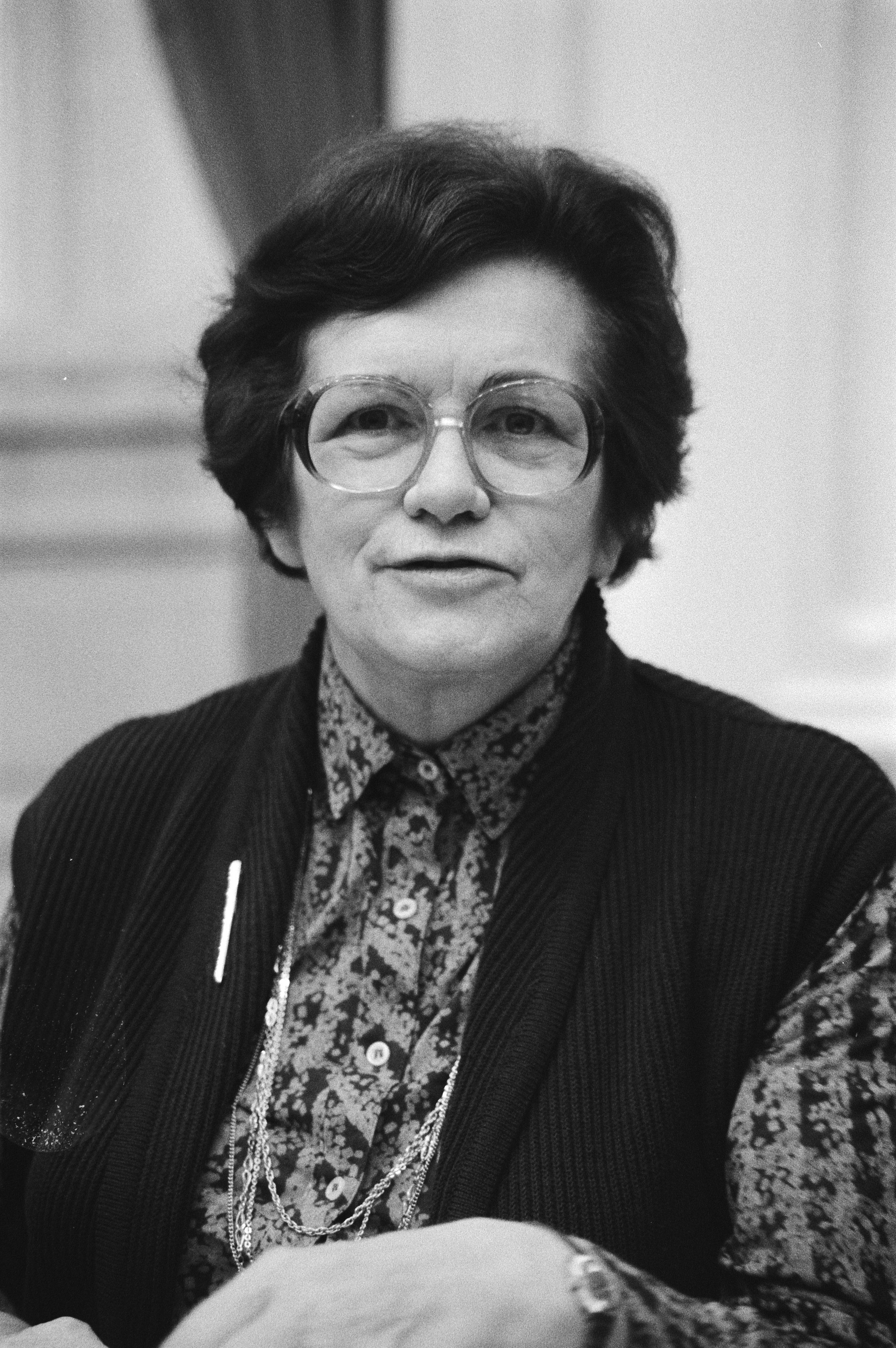
Dien Cornelissen
25 mei

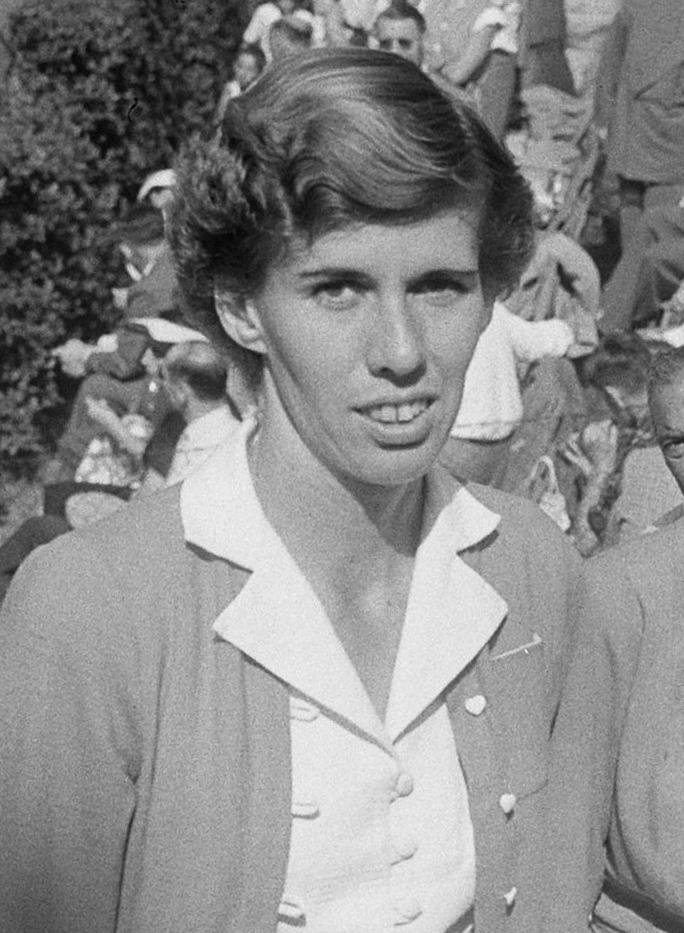
Doris Hart
29 mei

| 1 | 2 | 3 | 4 | 5 | 6 | 7 | 8 | 9 | 10 | 11 | 12 | 13 | 14 | 15 | 16 | 17 | 18 | 19 | 20 | 21 | 22 | 23 | 24 | 25 | 26 | 27 | 28 | 29 | 30 | 31 |
| - | - | - | - | - | - | - | - | - | -- | -- | -- | -- | -- | -- | -- | -- | -- | -- | -- | -- | -- | -- | -- | -- | -- | -- | -- | -- | -- | -- |

### 1 mei
- Pete Brown (80), Amerikaans golfspeler[1]
- José Canalejas (90), Spaans acteur[2]
- Geoff Duke (92), Brits motorcoureur[3]
- John Tout, Brits toetsenist[4]
- Grace Lee Whitney (85), Amerikaans actrice[5]

### 2 mei
- Michael Blake (69), Amerikaans (scenario)schrijver[6]
- Bert Kouwenberg (67), Nederlands kinderboekenschrijver[7]
- Johan van Osch (78), Nederlands burgemeester[8]
- Maja Plisetskaja (89), Russisch ballerina[9]
- Ruth Rendell (85), Brits schrijfster[10]

### 3 mei
- Danny Jones (29), Brits rugbyspeler[11]

### 4 mei
- Eva Aeppli (90), Zwitsers kunstenares[12]
- Ellen Albertini Dow (101), Amerikaans actrice[13]
- Gerard Lippold (73), Nederlands voetballer en voetbaltrainer[14]

### 5 mei
- Hans Jansen (72), Nederlands arabist en politicus[15]
- Dirk T'Seyen (52), Belgisch deejay[16]

### 6 mei
- Errol Brown (71), Jamaicaans-Brits zanger[17]

### 7 mei
- Gerrit Krommert (85), Nederlands voetballer[18]
- Aimé Wille (106), oudste man in België[19]

### 8 mei
- Ton Hartsuiker (81), Nederlands pianist, radiomaker en muziekpedagoog[20]
- Menashe Kadishman (82), Israëlisch beeldhouwer, tekenaar en schilder[21]

### 9 mei
- Kenan Evren (97), president van Turkije[22]
- Alexandre Lamfalussy (86), Hongaars-Belgisch econoom[23]
- Gerrit Wiechers (84), Nederlands burgemeester[24]
- Elizabeth Wilson (94), Amerikaans actrice[25]

### 10 mei
- Rein van den Broek (69), Nederlands componist en trompettist[26]
- Chris Burden (69), Amerikaans beeldhouwer[27]

### 11 mei
- Jef Geeraerts (85), Belgisch schrijver[28]
- Riet van de Louw-van Boxtel (82), Nederlands beeldhouwer[29]

### 12 mei
- Olympe Amaury (113), oudste mens in Frankrijk[30]
- Peter Gay (91), Amerikaans historicus[31]

### 13 mei
- Gerrit van der Hoeven (88), Nederlands atleet[32]

### 14 mei
- Samuel IJsseling (82), Nederlands filosoof, hoogleraar[33]
- B.B. King (89), Amerikaans bluesgitarist, zanger en songwriter[34]

### 15 mei
- Jacob Jensen (89), Deens industrieel ontwerper[35]
- Renzo Zorzi (68), Italiaans autocoureur[36]

### 16 mei
- Piet ten Thije (81), Nederlands zwemmer[37]

### 18 mei
- Halldór Ásgrímsson (67), IJslands premier[38]
- Harald Seeger (93), Oost-Duits voetbalbondscoach[39]

### 20 mei
- Gust Van Brussel (90), Belgisch schrijver en dichter[40]
- Floor van Cleemputte (107), Nederlands oudste man[41]

### 21 mei
- Juan Francisco Molinar Horcasitas (59), Mexicaans politicus[42]
- Dimitri van Toren (74), Nederlands zanger en kleinkunstenaar[43]

### 22 mei
- Jean-Luc Sassus (52), Frans voetballer[44]

### 23 mei
- John Forbes Nash jr. (86), Amerikaans econoom en wiskundige[45]
- Anne Meara (85), Amerikaans actrice[46]

### 24 mei
- Marcus Belgrave (78), Amerikaans jazz-trompettist[47]
- Tanith Lee (67), Brits schrijfster[48]

### 25 mei
- Dien Cornelissen (91), Nederlands politica[49]
- Hugo Harrewijn (83), Nederlands politicus[50]
- Mary Ellen Mark (75), Amerikaans fotografe[51]
- Peter Schmidlin (67), Zwitserse jazz-drummer[52]

### 26 mei
- Vicente Aranda (88), Spaans filmregisseur en scenarioschrijver[53]
- Gottfried Diener (88), Zwitsers bobsleeër[54]

### 27 mei
- Erik Carlsson (86), Zweeds rallycoureur[55]
- Nils Christie (87), Noors socioloog en criminoloog[56]
- Waldemar Nods (85), Nederlands hoofdpersoon van het boek Sonny Boy[57]

### 29 mei
- Henry Carr (73), Amerikaans atleet[58]
- Doris Hart (89), Amerikaans tennisspeelster[59]
- Tom Jones (72), Amerikaans autocoureur[60]
- Wim van Norden (97), Nederlands journalist, redacteur[61]
- Marco Tamburini (55), Italiaans jazztrompettist[62]

### 30 mei
- Beau Biden (46), Amerikaans advocaat en politicus[63]

### 31 mei
- François Mahé (84), Frans wielrenner.[64]